# 환경위성
환경위성(環境衛星, 지구관측, 기술, 항행, 교육, 기상(학), 재해재난 경보, 통신 등으로 나눌 수도 있다. 환경적 측면에서 위성을 바라보면 지표면을 사진으로 관측하는 위성, 식생등 지면정보를 다루는 위성도 환경위성으로  기상을 관측하는 위성도 지표면의 온도 등 환경을 관측하기 때문에 환경위성으로 구분할 수 있다. 영문 위키백과에서는 지구 관측 위성([./Https://en.wikipedia.org/wiki/Geostationary%20Operational%20Environmental%20Satellite)  중 환경 감시(Environmental Satellite) 위성으로 분류하고 있다.
기상위성을 환경위성으로 생각한다면 매우 오랜 역사를 지닌것으로 생각된다. 미국 해양대기청(영어: NOAA: National Oceanic and Atmospheric Administration)에 NESDIS(NationasesfsfrjsiEnvironmental Satellite, Data, and Information Service) 같은 기관이 있는 것을 생각해 볼 수 있다. 미국의 기상업무를 주로 담당하는 GOES(Geostationary Operational Environmental Satellite[./Https://en.wikipedia.org/wiki/Geostationary%20Operational%20Environmental%20Satellite] 을 참고할 필요가 있다.

## 환경 위성의 종류

### 정지궤도 환경위성
적도 상공 약 36,000km 고도에 위치하여 지구와 같은 속도로 움직이는 위성으로 지구에서 볼 때 정지하고 있는 것처럼 보인다. 이름에 정지가 들어가지만 끊임없이 지구와 같이 움직이며 위치가 변동한다. 위성의 위치를 일정하게 하기 위해서 위성의 자세를 제어하여 지구에서 바라보면 항상 같은 위치를 유지할 수 있게 하여 원하는 지역 (예를 유럽지역, 아시아, 아메리카 등 일정 지역)을 관측할 수 있다. 높은 고도에 떠있는 만큼 넓은 지역을 관측할 수 있으나 공간 해상도가 낮아지는 단점이 있다.
현재 정지궤도의 대기관측센서의 환경위성은 존재하지 않는다. 2020년 발사하는 환경위성인 천리안-2B호(GK-2B)에 GEMS(Geostationary Environmental Monitoring Satellite)가 2021년 이후에 미국의 TEMPO(Trospheric Emissions Monitoring of Pollution) 및 유럽연합의 Sentinel-4 센서가 발사될 예정이며 시간단위로 동북아시아, 북아메리카, 유럽을 각각 관측할 예정이다.

### 극궤도 환경위성
고도 800~1500km 상공에서 북극과 남극을 주기적으로 통과하는 위성이다. 극궤도 위성은 남-북 방향으로 공전하고 지구는 서→동 방향으로 자전하기 때문에 지구 표면 전체를 관측할 수 있다. 태양동기궤도 환경위성 극궤도를 통과하여 일정한 주기로 지구를 관측하는데 일정시간에 같은 지역을 통과하기 때문에 같은 시간 때로 지표면을 관측할 수 있다. OMI(Ozone Monitoring Instrument) 센서의 경우는 우리나라 통과 시간이 대략 13시 30분이다. 다양한 시간대에 관측하기 위해서 여러대의 위성을 발사하여 관측하기도 한다.

### 비 태양동기궤도 환경위성
보통 500~600 km로 떠있으며 미국의 ISS 우주정거장도 비태양동기궤도 위성이다. 지구와 가까운 만큼 공간해상도 측면에서 유리한 점이 있다.

## 참고 문헌 및 사이트
- 미합중국 해양대기청
- From Research to Operations in Weather Satellites and Numerical Weather Prediction: Crossing the Valley of Death
- Catalog of Earth Satellite Orbits
- https://jeongyoon.tistory.com/6?category=764504%5B깨진+링크(과거+내용+찾기)%5D
- 위성전파감시센터
- 국립환경과학원(2019). 환경위성 Q&A.
- https://100.daum.net/encyclopedia/view/39XXXXX00887

1. ↑  “정지궤도환경위성이란?”.